# Discordianisme
 (novembre 2008).
Si vous disposez d'ouvrages ou d'articles de référence ou si vous connaissez des sites web de qualité traitant du thème abordé ici, merci de compléter l'article en donnant les références utiles à sa vérifiabilité et en les liant à la section « Notes et références ».
 (août 2024).
 (juillet 2015).
Le contenu est difficilement compréhensible vu les erreurs de traduction, qui sont peut-être dues à l'utilisation d'un logiciel de traduction automatique.
Le discordianisme est un paradigme, une parodie de religion, basé sur l’ouvrage Principia Discordia, écrit par Greg Hill et Kerry Wendell Thornley en 1963, les deux auteurs utilisant les noms de plume Malaclypse le Plus Jeune et Omar Khayyam Ravenhurst. D’après son premier historien, Adam Gorightly, le discordianisme fut conçu comme une religion parodique.
Beaucoup d’observateurs extérieurs[Qui ?] considèrent encore le discordianisme comme une parodie de religion, même si certains de ses adhérents peuvent le voir comme une religion légitime, ou comme une métaphore de concept philosophique.
Il est difficile d’estimer le nombre de discordiens car ils ne sont pas tenus d’être exclusivement discordiens.

## Principes fondateurs
Beaucoup de religions cherchent à définir une harmonie ou un ordre concernant l'univers, mais le discordianisme cherche au contraire à faire accepter la discorde, le désordre et le chaos qui résultent de ces religions dans le monde comme étant créateurs, tout comme l'ordre et l'harmonie qui peuvent en résulter aussi sont conservateurs, ainsi l'ordre et le chaos sont parfaitement naturels et désirables. Ainsi le discordianisme est une synthèse, sur le plan dialectique, de plusieurs religions fondées sur l'ordre, même si sur le plan rhétorique les Principia Discordia s'attaquent parfois à l'ordre et tiennent le chaos comme véritable impulsion de l'univers.

## Symbolique

Le Chao Sacré.

Le symbole du discordianisme est le chao, forme singulière de Chaos. Il représente la nature pataphysique de la réalité.
Le pentagone est choisi pour symboliser l'ordre (référence implicite au grand QG militaire américain) et à cause de la symbolique discordienne du chiffre 5 (loi des cinq). La pomme de discorde, elle, est choisie en référence au mythe grec du même nom, retenu dans la mythologie discordienne sous le nom de snobisme originel (une référence au mythe du péché originel de l'Ancien Testament). L'histoire est racontée du point de vue discordien aux pages 00017 et 00018 des Principia Discordia :
« 
Il semblait que Zeus préparait un banquet de mariage pour Peleus et Thetis et ne souhaitait pas inviter Eris à cause de sa réputation de fauteuse de trouble.
Cela mit Eris en colère, et donc elle façonna une pomme d'or pur sur laquelle elle inscrit « Kallisti » (« pour la plus belle / pour le plus beau ») et le jour du banquet elle envoya rouler la pomme parmi les convives.
De suite, trois des déesses invitées, Athena, Héra et Aphrodite réclamèrent la pomme pour elles à cause de l'inscription que celle-ci portait. Et elles commencèrent à se battre, à renverser des vivres, etc.
Finalement Zeus calma les choses et déclara qu'un arbitre devait être sélectionné, ce qui était une suggestion raisonnable, et tout le monde fut d'accord. Il les envoya à un pâtre de Troie du nom de Pâris mais chacune des déesses, ces mauvaises joueuses, tenta de battre les autres en achetant son vote.
Athena lui promit de grandes victoires militaires, Héra lui promit de grandes richesses, et Aphrodite lui promit la plus belle femme sur Terre. En jeune Troyen bien constitué, Pâris accepta immédiatement l'offre d'Aphrodite et elle obtint la pomme.
Comme elle l'avait promis, elle manœuvra les évènements terrestres pour que Pâris puisse avoir Hélène qui vivait alors avec son mari Ménélas, roi de Sparte. Quoi qu'il en soit, tout le monde sait que la Guerre de Troie eut lieu quand Sparte réclama de récupérer sa reine.
 »

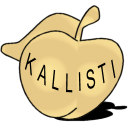
La pomme d'or de la discorde.

Un autre concept discordien est le fnord.

## Calendrier discordien

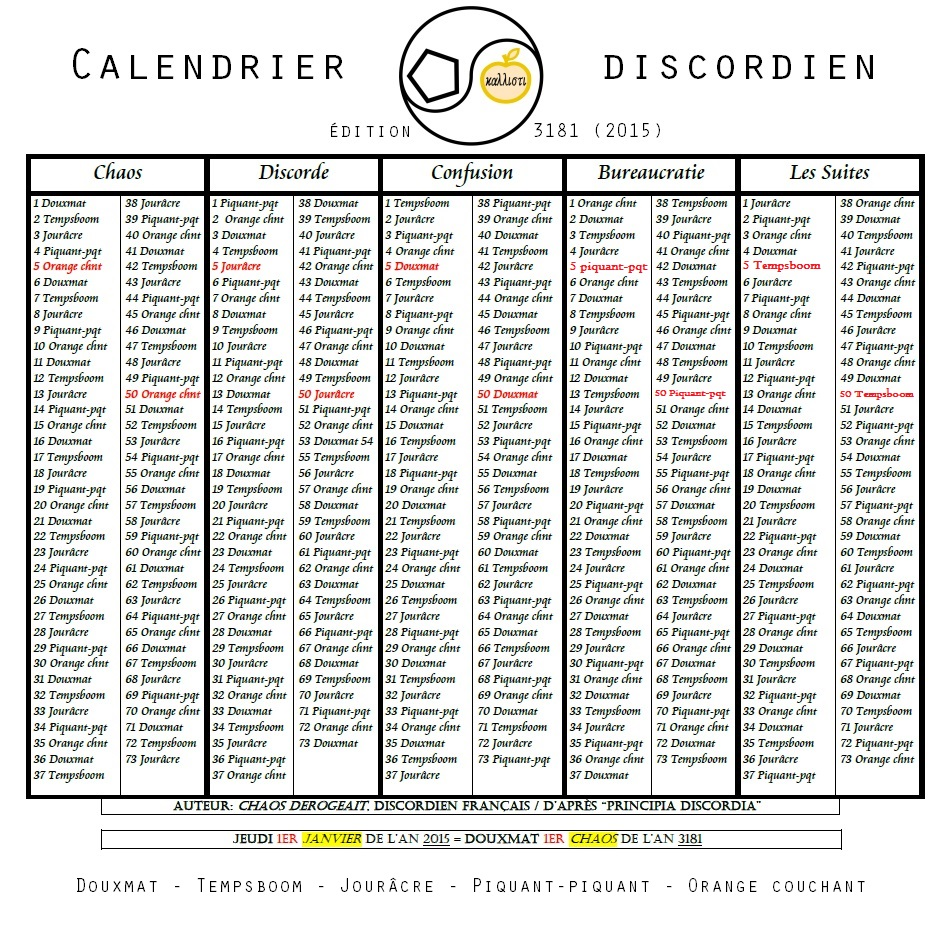
Calendrier discordien en version française (2015).

Certains discordiens utilisent comme repère chronologique le calendrier discordien, qui permet de connaitre la date discordienne. Il est spécifié à la page 00034 du Principia Discordia. Dans le Principia Discordia est mentionné que la malédiction de Greyface[Quoi ?] est arrivée en 1166 av. J.-C., ce qui est relié à la date de début du calendrier. L'année 1 dans le calendrier discordien est équivalente à l'année 1166 av. J.-C. dans le calendrier grégorien. L'année 2015 correspond à 3181 dans ce nouveau repère chronologique (« Année de notre dame discorde », Year of Our Lady Discordia en anglais). Les abréviations « ANDD » ou « YOLD » ne sont pas utilisées dans le Principia, bien que l'expression « l'année de notre dame same de discorde » soit mentionnée une fois.
Le calendrier discordien a cinq saisons de 73 jours : chaos, discorde, confusion, bureaucratie et contrecoup. L'année discordienne est alignée sur le calendrier grégorien et commence le 1er janvier. Donc, le 1er Chaos 3181 ANDD est le 1er janvier 2015 grégorien,.
Les traductions se basent sur la version française des Principia Discordia traduites par wave et l'amiral Rotschild d'après le texte original.
La semaine érisienne se compose de cinq jours : douxmat (de sweetmorn, sweet morning, doux matin), tempsboom (boomtime, temps du boum), jourâcre (de pungenday, pungent day, jour âcre), piquant-piquant (prickle-prickle, picotant picotant) et orange couchant (setting orange, crépuscule orange). Les jours de la semaine portent le nom des cinq éléments discordiens de base : doux, boom, âcre, piquant et orange. Il y a 73 jours par saisons et 73 semaines par an, chaque année commence par douxmat. Chaque quatrième année dans le calendrier discordien, un jour supplémentaire est inséré entre le 59 chaos et le 60 chaos, appelé jour de saint Tib. Cela est dû au fait que 4 ans + 1 jour = 5, un nombre sacré, d'après le Principia Discordia. L'année bissextile discordienne coïncide avec l'année bissextile du calendrier grégorien.

## Discordianisme et apostasie
L'apostasie est au cœur du discordianisme. Techniquement, les seuls vrais discordiens sont tous hérétiques, par définition : le discordianisme n'est pas seulement adogmatique, mais carrément antidogmatique. D'ailleurs parler de « vrai discordien » est une contradiction fondamentale. Il est courant dans ce mouvement de se moquer gentiment des pratiquants fraichement convertis qui recherchent une forme de pureté de foi ou de pratique, par exemple en essayant de ne jamais contredire les Principia Discordia - ce qui est impossible à faire, et n'est pas le but du discordianisme : le fondamentalisme discordien ne peut pas, par définition, être discordien.

#### Sur le discordianisme
- Principia Discordia
- Liste d'ouvrages discordiens (en)
- Calendrier discordien

#### Parodies de religions
- Dadaïsme
- Néopaganisme
- Surréalisme
- Pataphysique
- Religion
- Eris
- Church of the SubGenius
- Métaphysique
- Le Berceau du chat (1963)
- Illuminatus !
- Pomme d'or de la discorde
- Robert Anton Wilson (1932-2007)
- Kerry Wendell Thornley (en) (1938-1998)
- Malaclypse the Younger (en) (1941-2000)
- Joshua Norton (1819-1880)
- Kopimisme
- Dinkoïsme (en)
- Postmodernisme
- Trivialisme